# العلاقات الصينية الفلبينية
عانت العلاقات بين جمهورية الفلبين وجمهورية الصين الشعبية بسبب تفاقم النزاع في بحر الصين الجنوبي. تهدف السياسة الحالية لرئيس الفلبين إلى إصلاح العلاقات بين الفلبين والصين على حساب علاقة سابقة مع الولايات المتحدة، وتهدف السياسة الحالية لرئيس الصين إلى زيادة التأثير على الفلبين والمنطقة بشكل عام أثناء مكافحة النفوذ الأمريكي.
وُقِّع على عدة اتفاقيات ثنائية رئيسية بين البلدين على مر السنين مثل: اتفاقية التجارة المشتركة (1975)، واتفاقية التعاون العلمي والتكنولوجي (1978)، واتفاق بريدي (1978)، واتفاقية الخدمات الجوية (1979)، واتفاقية القوات الزائرة (1999)، والاتفاق الثقافي (1979)، واتفاقية تشجيع وحماية الاستثمار (1992)، واتفاقية التعاون الزراعي (1999)، واتفاقية الضرائب (1999)، ومعاهدة المساعدة القضائية المتبادلة في المسائل الجنائية (2000). وقع البلدان على بيان مشترك يحدد إطار العلاقات الثنائية في القرن الحادي والعشرين، وذلك في مايو عام 2000 عشية الذكرى الخامسة والعشرين لعلاقاتهما الدبلوماسية.
شهدت العلاقات الثنائية بين الفلبين والصين تقدمًا ملحوظًا في السنوات الأخيرة. سُلِّط الضوء على العلاقات الثنائية المتنامية من خلال ذهاب رئيسة الفلبين غلوريا ماكاباغال أرويو بزيارة دولة للصين من 29 حتى 31 أكتوبر عام 2001. عقدت الرئيسة أرويو خلال الزيارة محادثات ثنائية مع كبار القادة الصينيين، مع الرئيسة جيانغ زيمين، ورئيس المجلس الوطني لنواب الشعب الصيني لي بنغ، ورئيس مجلس الدولة زهو رونغجي. حضرت أيضًا الاجتماع التاسع للقادة الاقتصاديين لمنتدى التعاون الاقتصادي لدول آسيا والمحيط الهادي الذي عُقد في شنغهاي يومي 20 و21 أكتوبر عام 2001، وأجرت أيضًا محادثات ثنائية مع الرئيس جيانغ. وُقِّعت ثمانية اتفاقيات ثنائية مهمة أيضًا خلال زيارة الرئيسة أرويو.
أظهر مسح أجراه مركز بيو للأبحاث في عام 2014 أن 93% من الفلبينيين قلقون من تفاقم النزاعات الإقليمية بين الصين والدول المجاورة إلى صراع عسكري.
عملت الفلبين في الآونة الأخيرة على تحسين العلاقات بسرعة والتعاون مع الصين في مختلف القضايا، وتطوير علاقات أقوى ومستقرة مع البلاد، وذلك بالإضافة إلى قواعد سلوكية ناجحة مع الصين وبقية دول الأسيان. إن متوسط وجهات النظر الفلبينية التي عبرت عن ثقتها بالصين هو 33 سلبي، وكان منخفضًا أكثر بكثير في مقاطعات معينة مثل زامباله وبالاوان حيث كان المتوسط 45 سلبي على الأقل، وذلك في الوقت الذي كان فيه متوسط وجهات النظر التي تثق بالولايات المتحدة هو 66 إيجابي.

## العلاقات السياسية
حافظت حكومة الفلبين قبل السبعينيات من القرن الماضي على علاقة وثيقة مع تايوان التي يحكمها الكومينتانغ (جمهورية الصين)، واعتبرت الصين (جمهورية الصين الشعبية) تهديدًا أمنيًا. بدأ النظر في تطبيع العلاقات مع الصين في بداية السبعينيات من القرن العشرين. أقامت الدولتان العلاقات الدبلوماسية في 9 يونيو عام 1975 بتوقيع البيان المشترك من قبل قادة البلدين. حققت العلاقات الصينية الفلبينية بشكل عام تطورًا ميسّرًا على مدار 34 عامًا، وحققت أيضًا إنجازات ملحوظة في جميع مجالات التعاون الثنائي. تبادل البلدان زيارات متكررة رفيعة المستوى منذ إقامة العلاقات الدبلوماسية. زار الرؤساء الفلبينيين مثل ماركوس (يونيو 1975)، وكورازون أكينو (أبريل 1988)، وراموس (أبريل 1993)، واسترادا (مايو 2000)، وغلوريا ماكاباغال أرويو (نوفمبر 2001 وسبتمبر 2004)، وبنيغنو أكينو الثالث (أغسطس وسبتمبر 2011) الصين.
زار رئيس الوزراء لي بنغ (ديسمبر 1990)، ورئيس اللجنة الدائمة للمجلس الوطني الثامن لنواب الشعب الصيني السيد تشاو شي (أغسطس 1993)، والرئيس جيانغ زيمين (نوفمبر 1996)، ورئيس مجلس الدولة زهو رونغجى (نوفمبر 1999)، ورئيس اللجنة الدائمة للمجلس الوطني التاسع لنواب الشعب الصيني السيد لي بنغ (9 سبتمبر 2002)، ورئيس اللجنة الدائمة للمجلس الوطني العاشر لنواب الشعب الصيني السيد وو بانغ قوه (أغسطس 2003)، والرئيس هو جينتاو (أبريل 2005) ورئيس مجلس الدولة ون جيا باو (يناير 2007) الفلبين.
اتفق قادة البلدين على إقامة علاقة تعاون قائمة على حسن الجوار والثقة المتبادلة من أجل القرن الحادي والعشرين، وذلك خلال زيارة الدولة التي أداها الرئيس جيانغ زيمين إلى الفلبين في عام 1996، وتوصلا إلى توافق آراء وتفاهم مهمين بشأن «حل النزاعات والذهاب نحو التنمية المشتركة» بشأن قضية بحر الصين الجنوبي. وقعت الصين والفلبين في عام 2000 على «بيان مشترك بينهما بشأن إطار التعاون الثنائي في القرن الحادي والعشرين»، والذي أكد أن الجانبين سيقيمان علاقة طويلة الأمد ومستقرة على أساس حسن الجوار والتعاون والثقة المتبادلة والمنفعة. عزم البلدان على إقامة علاقات إستراتيجية وتعاونية تهدف إلى السلام والتنمية، وذلك خلال زيارة الدولة التي أداها الرئيس هو جينتاو للفلبين في عام 2005. ذهب رئيس مجلس الدولة ون جيا باو بزيارة رسمية إلى الفلبين في يناير هام 2007، وأصدر الجانبان خلاله بيانًا مشتركًا أكدا فيه على الالتزام باتخاذ مزيد من الخطوات لتعميق العلاقات الاستراتيجية والتعاونية من أجل السلام والتنمية بين البلدين.
حضرت الرئيسة أرويو الاجتماع السنوي لمنتدى بواو الآسيوي في أبريل عام 2007. زارت تشنغدو وتشونغتشينغ في يونيو عام 2007، وحضرت أولمبياد شنغهاي الخاص وذهبت برحلة جانبية إلى يانتاي بمقاطعة شاندونغ في أكتوبر من ذلك العام. زار رئيس مجلس النواب الفلبيني دي فينيسيا الصين في يناير عام 2008. حضرت الرئيسة أرويو حفل افتتاح دورة الألعاب الأولمبية في بكين وذهبت برحلة جانبية إلى تشنغدو في أغسطس. حضرت أرويو اجتماع قمة آسيا وأوروبا في الصين وذهبت برحلة جانبية إلى ووهان وهانغتشو في أكتوبر. ذهب رئيس مجلس النواب الفلبيني نوغراليس إلى نانينغ من أجل حضور معرض الصين والأسيان الخامس وزار مدينتي كونمينغ وشيامن.
حضر نائب الرئيس دي كاسترو المعرض الصيني الدولي الغربي التاسع في تشنغدو. حضر دي كاسترو المنتدى العالمي الرابع للمدن في نانجينغ وزار أنهوي وشنغهاي في نوفمبر. ذهبت الرئيسة أرويو إلى هونغ كونغ لحضور اجتماع منتدى مبادرة كلينتون العالمية وآسيا في ديسمبر. أنشأت وزارة الخارجية الصينية ووزارة خارجية الفلبين آلية تشاور في عام 1991، وعُقدت 15 جولة من المشاورات الدبلوماسية منذ ذلك الحين. تملك الصين قنصلية عامة في سيبو، وأنشأت مكتبًا لقنصليتها في لاواغ في أبريل عام 2007، وذلك بغض النظر عن السفارات في كلا البلدين. تملك الفلبين قنصليات عامة في شيامن وغوانزو وشنغهاي وتشونغتشينغ وتشنغدو وهونغ كونغ.
وقّع سفراء الأمم المتحدة من 37 دولة، بما في ذلك الفلبين، على رسالة مشتركة إلى مجلس حقوق الإنسان التابع للأمم المتحدة للدفاع عن معاملة الصين للأويغور في منطقة سنجان في يوليو عام 2019.

## مقارنة بين البلدين
هذه مقارنة عامة ومرجعية للدولتين:
| وجه المقارنة                                              | الصين                    | الفلبين                       |
| --------------------------------------------------------- | ------------------------ | ----------------------------- |
| المساحة (كم2)                                             | 9.60 مليون               | 343.45 ألف                    |
| عدد السكان (نسمة)                                         | 1.33 مليار               | 104.92 مليون                  |
| الكثافة السكانية (ن./كم²)                                 | 138.54                   | 305.49                        |
| العاصمة                                                   | بكين                     | مانيلا                        |
| اللغة الرسمية                                             | اللغة الصينية القياسية   | اللغة الفلبينية، لغة إنجليزية |
| العملة                                                    | رنمينبي                  | بيسو فلبيني                   |
| الناتج المحلي الإجمالي (بليون دولار)                      | 12.24 تريليون            | 313.60 مليار                  |
| الناتج المحلي الإجمالي (تعادل القوة الشرائية) بليون دولار | 19.82 تريليون            | 743.90 مليار                  |
| الناتج المحلي الإجمالي الاسمي للفرد دولار أمريكي          | 8.03 ألف                 | 2.90 ألف                      |
| الناتج المحلي الإجمالي للفرد دولار أمريكي                 | 13.21 ألف                | 7.39 ألف                      |
| مؤشر التنمية البشرية                                      | 0.728                    | 0.668                         |
| رمز المكالمات الدولي                                      | +86                      | +63                           |
| رمز الإنترنت                                              | .cn، .中国 ‏، .中國 ‏      | .ph                           |
| المنطقة الزمنية                                           | توقيت الصين، ت ع م+08:00 | توقيت الفلبين                 |

## مدن متوأمة
في ما يلي قائمة باتفاقيات التوأمة بين مدن صينية وفلبينية:
- ترتبط زيبو مع مانداوي باتفاقية توأمة.[21]
- ترتبط شانغهاي مع مانيلا باتفاقية توأمة منذ 2007.[22][22][22][22]
- ترتبط شيشي مع ناغا باتفاقية توأمة.
- ترتبط هايكو مع لابو لابو باتفاقية توأمة منذ 25 يوليو 2017.[23][23][24][23]
- ترتبط غوانزو مع مانيلا باتفاقية توأمة منذ 13 نوفمبر 2009.[25][25][25][25]
- ترتبط بكين مع مانيلا باتفاقية توأمة منذ 14 مارس 1979.
- ترتبط شنيانغ مع كيزون باتفاقية توأمة.

## منظمات دولية مشتركة
يشترك البلدان في عضوية مجموعة من المنظمات الدولية، منها:
| علم المنظمة | اسم المنظمة                                      | تاريخ انضمام الصين | تاريخ انضمام الفلبين |
| ----------- | ------------------------------------------------ | ------------------ | -------------------- |
|             | وكالة ضمان الاستثمار متعدد الأطراف               | 30 أبريل 1988      | 8 فبراير 1994        |
|             | منظمة الشرطة الجنائية الدولية                    | ?                  | ?                    |
|             | منتدى التعاون الاقتصادي لدول آسيا والمحيط الهادئ | 2 أكتوبر 1991      | 6 نوفمبر 1989        |
|             | منظمة حظر الأسلحة الكيميائية                     | ?                  | ?                    |
|             | منظمة التجارة العالمية                           | 11 ديسمبر 2001     | 1995                 |
|             | الفريق المعني برصد الأرض                         | ?                  | ?                    |
|             | الأمم المتحدة                                    | 25 أكتوبر 1971     | 24 أكتوبر 1945       |
|             | مؤسسة التمويل الدولية                            | 15 يناير 1969      | 12 أغسطس 1957        |
|             | يونسكو                                           | 4 نوفمبر 1946      | 21 نوفمبر 1946       |
|             | مؤسسة التنمية الدولية                            | 24 سبتمبر 1960     | 28 أكتوبر 1960       |
|             | بنك التنمية الآسيوي                              | 1986               | 1966                 |
|             | الاتحاد الدولي للاتصالات                         | 1 سبتمبر 1920      | 25 مايو 1912         |
|             | منتدى آسيان الإقليمي ‏                            | ?                  | ?                    |
|             | البنك الدولي للإنشاء والتعمير                    | 27 ديسمبر 1945     | 27 ديسمبر 1945       |
|             | المنظمة الهيدروغرافية الدولية                    | ?                  | ?                    |
|             | الاتحاد البريدي العالمي                          | ?                  | ?                    |
|             | المركز الدولي لتسوية المنازعات الاستشارية        | 6 فبراير 1993      | 17 ديسمبر 1978       |

## وصلات خارجية
- موقع وزارة الخارجية الصينية
- موقع وزارة الخارجية الفلبينية